# 정용훈
정용훈(鄭湧勳, 1979년 3월 11일 ~ 2003년 8월 31일)은 대한민국의 전 축구 선수이다.

## 경력

### 클럽
동대부속중학교, 대신고등학교를 졸업하였으며, 1998년 수원 삼성 블루윙즈에 입단해 그 해 K리그 우승에 공헌하였다. 이후 1999년 팀과 재계약을 맺었으며, 2000년 군 문제로 경찰 축구단에 입단하였다. 그 뒤 2001년 전역해 수원 삼성 블루윙즈로 복귀하였으며, 알힐랄과의 2002년 아시안 슈퍼컵 결승전 당시 벌어졌던 승부차기에서 팀의 1번째 골을 성공시키는 등 팀의 대회 2연패에 기여하였다.

### 국가대표팀
1998년 아시아 청소년 축구 선수권 대회에 대한민국 U-20 국가대표팀의 일원으로 참가해 팀의 우승을 이끌었으며, 2001년 동아시아 경기 대회에서 대한민국 U-23 국가대표팀의 일원으로 출전해 몽골과의 조별 라운드 1차전에서 2골을 성공시켜 팀의 4-1 승리를 이끄는 등 좋은 활약을 펼치기도 했다.

## 사망
2003년 8월 31일 서울특별시 서대문구의 한 아파트 앞 도로에서 자신이 타고 있던 승용차가 도로 경계석과 충돌한 뒤 도로변 방호벽을 들이받아 전복되는 교통사고를 당해 그 자리에서 사망했으며, 당일 있었던 수원 삼성 블루윙즈와 광주 상무 불사조와의 리그 경기에 출전한 선수들은 조의의 표시로 검은 리본을 유니폼에 착용한 채 경기를 했다.
또한 그 해 9월 3일 수원 삼성 블루윙즈와 대전 시티즌과의 리그 경기에서 정용훈을 기리기 위한 행사가 개최되었으며, 수원 삼성 블루윙즈의 서포터인 그랑블루는 매년 정용훈의 기일인 8월 31일과 가까운 날에 열리는 경기에서 국화를 경기장 난간에 달고 정용훈의 응원 구호를 외치며 넋을 기리고 있다.

## 기록

### 클럽
2004년 1월 1일 기준
| 클럽     | 클럽               | 클럽               | 리그 | 리그 | 컵            | 컵            | 리그컵 | 리그컵 | 대륙   | 대륙   | 총계 | 총계 |
| 시즌     | 클럽               | 리그               | 출장 | 득점 | 출장          | 득점          | 출장   | 득점   | 출장   | 득점   | 출장 | 득점 |
| 대한민국 | 대한민국           | 대한민국           | 리그 | 리그 | 대한민국 FA컵 | 대한민국 FA컵 | 리그컵 | 리그컵 | 아시아 | 아시아 | 합계 | 합계 |
| -------- | ------------------ | ------------------ | ---- | ---- | ------------- | ------------- | ------ | ------ | ------ | ------ | ---- | ---- |
| 1998     | 수원 삼성 블루윙즈 | K리그              | 10   | 1    | 2             | 0             | 16     | 2      |        |        |      |      |
| 1999     | 수원 삼성 블루윙즈 | K리그              | 2    | 0    | 0             | 0             | 4      | 0      |        |        |      |      |
| 2000     | 경찰 축구단        | 전국실업축구연맹전 |      |      | 2             | 2             | -      | -      | -      | -      |      |      |
| 2001     | 경찰 축구단        | 전국실업축구연맹전 |      |      | 0             | 0             | -      | -      | -      | -      |      |      |
| 2002     | 수원 삼성 블루윙즈 | K리그              | 13   | 0    | 0             | 0             | 3      | 0      |        |        |      |      |
| 2003     | 수원 삼성 블루윙즈 | K리그              | 20   | 2    | 0             | 0             | -      | -      | -      | -      | 20   | 0    |
| 합계     | 대한민국           | 대한민국           |      |      | 4             | 2             | 23     | 2      |        |        |      |      |
| 총 계    | 총 계              | 총 계              |      |      | 4             | 2             | 23     | 2      |        |        |      |      |

## 수상

### 클럽
- 수원 삼성 블루윙즈
  - K리그: 1998, 1999
  - FA컵: 2002
  - 리그컵: 1999
  - 슈퍼컵: 1999
  - 아시안 클럽 챔피언십: 2001-02
  - 아시안 슈퍼컵: 2002

### 국가대표팀
- 대한민국 U-20 국가대표팀
  - 아시아 청소년 축구 선수권 대회: 1998년